# Antigua Guatemala
Antigua Guatemala (šp. za „Stara Gvatemala”), poznat jednostavno i kao Antiugua ili la Antigua, je glavni i najveći grad istoimene općine i gvatemalskog departmana Sacatepéquez. Nalazi se u dolini Pankoy, okružena je vulkanima Volcán de Agua ("Vodeni vulkan", visok 3.766 m, prozvan je tako jer su s njega česti odroni blata u tekućem obliku, tzv. lahar), Acatenango (3.976 m) i najaktivniji Volcán de Fuego ("Vatreni vulkan", visok 3.763 m).
Antiguu su osnovali Španjolci 1543. godine kao treći glavni grad vojne kolonije Gvatemala. Nalazi se na 1.500 m nadmorske visine i jako je uništen u katastrofalnom potresu 1773. godine, iako su sačuvani brojni povijesni spomenici. Zbog svoje iznimne barokne arhitekture, Antigua Guatemala je upisana na UNESCO-ov popis mjesta svjetske baštine u Sjevernoj Americi 1979. godine kao „jedinstveni španjolski kolonijalni grad sagrađen u renesansnom planu pravilne mreže ulica i idućih 300 godina ispunjen baroknim građevinama” s jasnim utjecajem španjolske i mudéjar umjetnosti.
Danas je Antigua veliko turističko središte, poznato po školama španjolskog jezika, a druga grana gospodarstva je proizvodnja kave.

## Povijest
Antigua je izvorno nazvana Santiago de los Caballeros de Guatemala ("Sveti Jakov vitezova Gvatemale") kao treći glavni grad kolonije Gvatemale, nakon što je istoimeni drugi grad blatom zatrpao vulkan Volcán de Agua 11. listopada 1541. god. Jedan od prvih guvernera bio je konkvistador Bernal Diaz del Castillo, stari vojnik Hernana Cortesa, i Antigua je sljedećih 200 godina ostala glavnim gradom kapetanije Gvatemale koja je pokrivala većinu današnje Srednje Amerike i meksičku južnu državu Chiapas.
Dana 29. listopada 1717., potres magnitude 7,4 stupnjeva srušio je više od 3.000 građevina u gradu. Zbog toga su vlasti razmišljale o premještanju prijestolnice, ali su ipak obnovili grad u novom baroknom stilu. No, nakon potresa 1773. godine, španjolska kruna je 1776. ipak naredila premještanje prijestolnice u Dolinu hramova. Antigua je napuštena, ali ne u potpunosti, te je od tada prozvana "Stara Gvatemala" (Antigua Guatemala), dok je novi grad prozvan "Nova Gvatemala Gospina Uznesenja" (Nueva Guatemala de la Asunción) današnji glavni grad Guatemala.
Antigua je prije potresa imala oko 60.000 stanovnika, a nakon potresa većina se preselila. Tek je koncem 20. stoljeća broj stanovnika dosegao polovinu broja iz 18. stoljeća. Danas je grad pored svoje arhitekture najpoznatiji po svetkovinama za Korizmu kada svake nedjelje jedna lokalna župa biva pokroviteljem raskošno uređene ulične procesije, koje su postale velika turistička atrakcija.

## Znamenitosti
Plan grada je, kao i mnogih drugih kolonijalnih gradova Latinske Amerike, sagrađen u pravokutnoj mreži ulica oko središnjeg trga. Njegove građevine, iako u ruševinama, su ostale neizmijenjene nakon potresa 1773. godine.
Luk sv. Kataline iz 17. stoljeća je izvorno povezivao samostan Sv. Kataline sa školom, čime su redovnice mogle proći iz jedne zgrade u drugu bez izlaska na ulicu. Sat na vrhu je dodan u doba Srednjoameričke Federacije, oko 1830. god.
Treće najstarije sveučilište u Amerikama, Sveučilište Sveti Karlo Boromejski (Universidad de San Carlos de Borromeo) osnovan je u Antigui 1676. godine. Danas je na njegovom mestu muzej i dvorana za koncerte klasične glazbe.
Samostan i crkva kapucina (Iglesia y convento de las Capuchinas) je jedan od najreprezentativnijih kompleksa iz 18. stoljeća. Posvećena je 1736. godine, ali je od potresa iz 1751. i 1773. godine u ruševinama.
Katedrala sv. Josipa (Catedral de San José) je izvorno sagrađena 1541. kao renesansna crkva, ali je nakon što je srušena u potresu 1669., obnovljena 1680. godine u baroknom stilu i do 1743. je bila najveća katedrala u Amerikama. U potresu je jako oštećena i nikad obnovljena u izvornoj veličini.
Franjevačka bolnica i crkva Sv. Petra od sv. Josipa Betancura (San Hermano Pedro) je franjevački kompleks iz 16. stoljeća s crkvom i prvom bolnicom u ovom dijelu svijeta. U crkvi se nalazi tijelo Petra od sv. Josipa Betancura, prvog kanarskog sveca koji je postao blaženim 1980., a svetim 2002. godine. Njegov grob posjete tisuće hodočasnika svake godine.
Ostali znameniti barokni spomenici, uglavnom u ruševinama, su: Crkva Blažene Djevice Marije od milosti (La Merced) reda je raskošan kompleks s polovice 18. stoljeća; Kompleks rekolekta (franjevačkog podreda), danas u ruševinama, nalazi se u zapadnom dijelu grada; te Samostan sv. Dominika iz 1538., koji je nakon potresa pretvoren u hotel.
- Crkva La Merced
- Pročelje srušene crkve El Carmen
- Razrušeni svod crkve
- Katedrala sv. Josipa (Catedral de San José)
- Katedrala sv. Josipa noću
- Franjevačka crkva sv. Petra (San Hermano Pedro)
- Franjevačka bolnica sv. Petra (San Hermano Pedro Hospital)
- Obnovljena fontana u gradskom parku
- Klaustar Samostana kapucina
- Napuštena crkva

## Gradovi prijatelji
Antigua Guatemala je zbratimljen sa sljedećim gradovima:
| - Coral Gables, SAD - Glendale, SAD - Granada, Nikaragva - Puebla de Los Angeles, Meksiko - San Francisco de Quito, Ekvador | - Sevilla, Španjolska - Tlaquepaque, Meksiko - Valparaíso, Čile - Zapopan, Meksiko |

## Vanjske poveznice
- Službena stranica grada  Arhivirana inačica izvorne stranice od 29. veljače 2012. (Wayback Machine) (šp.)
- World Monuments Watch (engl.)
- Video na službenim stranicama UNESCO-a (engl.)
- Galerija fotografija (šp.)